# Clube Recreativo e Atlético Catalano

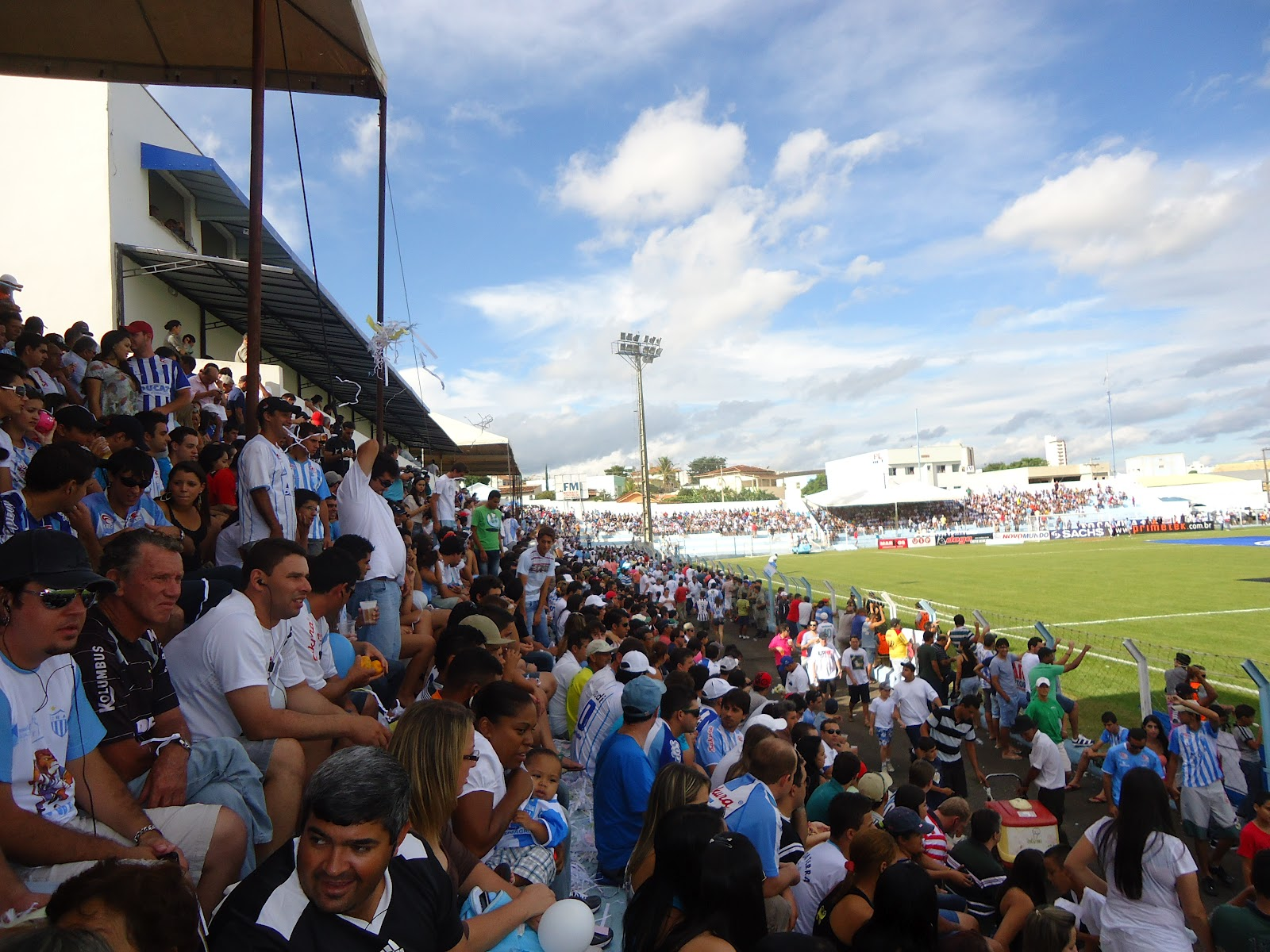
Fans van de club in 2012

CRA Catalano (beter bekend als CRAC) is een Braziliaanse voetbalclub uit Catalão in de staat Goiás.

## Geschiedenis
De club werd opgericht in 1931. In 1967 won de club het staatskampioenschap voor de eerste keer. Hierna was het 37 jaar wachten op de volgende titel. In 2004 speelde de club voor het eerst in de Série C. In 2015 degradeerde de club uit de Série C. In 2017 degradeerde de club ook uit de hoogste klasse van de staatscompetitie, maar kon na één seizoen terugkeren.

## Erelijst
Campeonato Goiano
1967, 2004